# Cifenotrina
La cifenotrina cuya nomenclatura es c(RS)-α-ciano-3-fenoxibencil (1RS,3RS;1RS,3SR) -2,2-dimetil-3- (2-metilprop-1-enil) ciclopancarboxilato , es un compuesto químico empleado frecuentemente en los insecticidas. Cada molécula está compuesta por 24 átomos de carbono, 25 de hidrógeno, un átomo de nitrógeno y tres de oxígeno. Se ha demostrado toxicidad de este compuesto en animales acuáticos en concentraciones mayores al microgramo por litro tras un tiempo de exposición superior a 10 horas.

### Toxicidad aguda
- peces: extrema, CL50 (96h) trucha arco iris 0,00034 mg/L
- crustáceos: extrema, CE50 (48h) dáfnidos 0,00043 mg/L[3]